# Jeu de grande stratégie
Un jeu de grande stratégie est un jeu vidéo de stratégie qui se focalise sur la stratégie à grande échelle. Le joueur doit ainsi gérer ses ressources et les mouvements de ses armées dans des conflits qui englobent plusieurs pays, très souvent dans un contexte historique ou futuriste réaliste. Les jeux de grande stratégie se distinguent souvent des autres jeux de stratégie par leur complexité et la difficulté de prise en main qui en découle. Le joueur assure la gestion de ses armées, mais les combats ne sont jamais gérés par le joueur lui-même, celui-ci se contente de diriger ces armées jusqu'à la bataille. Cette dernière est ensuite simulée par l’ordinateur suivant des algorithmes complexes qui sont affectés par de nombreux modificateurs (moral, taille de l'armée, terrain…).
Les jeux de grande stratégie s'inspirent grandement de jeux de plateau comme Risk ou Diplomatie.
Le studio le plus célèbre dans le genre de la grande stratégie est Paradox Interactive qui a développé plusieurs séries comme Europa Universalis, Hearts of Iron, Crusader Kings ou Victoria.[réf. souhaitée]

## Exemples
- Europa Universalis (2000)[2]
- Hearts of Iron (2002)
- SuperPower 2 (2004)
- Hegemony: Philip of Macedon (2010)
- Victoria 2 (2010)
- War in the East (2010)
- Darkest Hour : A Hearts of Iron Game (2011)
- Crusader Kings II (2012)
- Europa Universalis IV (2013)
- Hegemony Rome: The Rise of Caesar (2014)
- Hegemony III: Clash of the Ancients (2015)
- Hearts of Iron 4 (2016)
- Stellaris (2016)
- Imperator: Rome (2019)
- Crusader Kings III (2020)
- Gary Grigsby's War in the East 2 (2021)
- Endless Space, cas particulier où le joueur ne peut diriger ses troupes durant la bataille, mais peut tout de même choisir le positionnement des unités et les bonus applicables. Il y assiste ensuite en spectateur passif.